# 維托米雷什蒂鄉
44°52′N 24°24′E / 44.867°N 24.400°E
維托米雷什蒂鄉（羅馬尼亞語：Comuna Vitomirești, Olt），是羅馬尼亞的鄉份，位於該國南部，由奧爾特縣負責管轄，面積46平方公里，海拔高度386米，2007年人口2,500，人口密度每平方公里54人。